# 海洋魅麗號
海洋魅麗號（英語：Allure of the Seas）属于皇家加勒比國際遊輪，是目前全球最大的邮轮海洋绿洲号的姐妹船。
海洋魅麗號共耗资8亿欧元（约12亿美元），共有16层甲板和2704个客舱，可搭载6360名游客和2100名船员。 长361米、宽66米，水面高72米，吨位达22.5万吨。甚至设计了可以伸缩的烟囱，以便通过海峡桥梁。
该船于2006年2月下订单，2008年2月开始在芬兰图尔库STX欧洲造船厂正式建造。2008年5月在进行竞选后命名为“海洋魅丽号”。2008年12月2日下龙骨。2010年10月28日完工。
海洋魅麗號预计2010年12月1日将由美国劳德岱堡港首航，驶往海地。主要负责加勒比海航线。

## 外部連結
- 官方網站 （页面存档备份，存于）
- 世界最大邮轮“海洋魅力号”完工 （页面存档备份，存于）